# Himnos homéricos
Los Himnos homéricos son una colección de 32 a 34 poemas épicos cortos griegos, que en la antigüedad solían atribuirse a Homero.

## Contenido
En la actualidad se considera que el más antiguo de ellos, el dedicado a Deméter, fue escrito en el siglo VII a. C., en tiempos de Hesíodo, algo más tarde que la fecha normalmente atribuida a Homero. Esto los sitúa entre los más antiguos monumentos de la literatura griega.
Cada uno de los himnos está dedicado a un dios y destinado a ser cantado por un aedo como preludio o proemio (en griego, προοίμιον: prooimion) antes de pasar a un canto más largo. Los himnos varían ampliamente en longitud, siendo algunos tan breves como de tres o cuatro líneas, mientras que otros exceden las quinientas. Estos himnos alaban a deidades concretas en hexámetros dactílicos, la métrica usada en las epopeyas homéricas.
Los himnos están dedicados a:
1. Dioniso (además del 7 y el 26)
2. Deméter (además del 13)
3. Apolo (además del 21 y el 25)
4. Hermes (además del 18)
5. Afrodita (además del 6 y el 10)
6. Afrodita (además del 5 y el 10)
7. Dioniso (además del 1 y el 26)
8. Ares
9. Artemisa (además del 27)
10. Afrodita (además del 5 y el 6)
11. Atenea (además del 28)
12. Hera
13. Deméter (además del 2)
14. Rea/Cibeles (la madre de los dioses)
15. Heracles, corazón de león
16. Asclepio
17. Los Dioscuros (además del 33)
18. Hermes (además del 4)
19. Pan
20. Hefesto
21. Apolo (además del 3 y el 25)
22. Poseidón
23. El más poderoso hijo de Crono: Zeus
24. Hestia (además del 24)
25. Las Musas y Apolo (a Apolo, además del 3 y el 21)
26. Dioniso (además del 1 y el 7)
27. Artemisa (además del 9)
28. Atenea (además del 11)
29. Hestia (además del 29)
30. Gea (la Tierra, madre de todo)
31. Helios
32. Selene
33. Los Dioscuros (además del 17)
34. Los huéspedes

## Ediciones
1. Homeri carmina et cycli epici reliquiae. Graece et latine cum indice nominum et rerum. Parisiis: Editore Ambrosio Firmin Didot. 1845.[1]
2. Qua in re Hymni Homerici quinque maiores inter se differant antiquitate uel homeritate. Investigauit J. R. S. Sterrett.[2] Bostoniae: In aedibus Ginn, Heath, et soc. 1881.[3]
3. Die Homerischen Hymnen. Herausgegeben und Erläutert von Dr. Albert Gemoll. Leipzig: Druck und Verlag von B. G. Teubner. 1886.[4]
4. The Homeric Hymns. Edited with preface, apparatus criticus, notes, and appendices by Thomas W. Allen and E. E. Sikes. London: Macmillan and Co. New York: The Macmillan Company. 1904.[5] (Oxford University Press: 1936. Ámsterdam: Adolf M. Hakkert: 1980)
5. Hymni Homerici, accedentibus epigrammatis et Batrachomyomachia, Homero vulgo attributis. Ex recensione Augusti Baumeister. Lipsiae: B. G. Teubneri. 1910.[6]
6. Homeri Opera. Recognouit breuique adnotatione critica instruxit. Thomas W. Allen. (Tomus V: Hymnos Cyclum fragmenta Margitem Batrachomyomachiam Vitas continens). Oxonii: E Typographeo Clarendoniano. 1912. [1964][7]

## Traducciones

### Al español
1. Ύμνοι Ομηρικοί = Himnos homéricos, vertidos directa y literalmente del griego por vez primera a la prosa castellana, por José Banqué y Faliu. Barcelona: Tip. La Académica de Serra Hnos. y Russell. [1910][8]
2. Obras completas de Homero; versión directa y literal del griego por Luis Segalá y Estalella. [Barcelona:] Montaner y Simón. 1927.
3. Hesiodo, Aedas homéricos, Apolonio de Rodas: Teogonía; Trabajos y días; Agón y fragmentos; Himnos; Epigramas homéricos y fragmentos; Los Argonautas. Versión del griego por Rafael Ramírez Torres. México: Jus. 1963.
4. Himnos homéricos. La Batracomiomaquia. Introducción, traducción y notas, Alberto Bernabé Pajares. Madrid: Gredos. 1978. [2001]
5. Himnos homéricos. Edición y traducción de José B. Torres. Madrid: Cátedra. 2005.
6. Himnos homéricos. Batracomiomaquia. Pseudo Homero. Introducción de Lucía Liñares; traducciones y notas de Lucía Liñares y Pablo Ingberg (ed. bilingüe). Buenos Aires: Losada. Barcelona: Sagrafic. [2008]

### Al catalán
1. Himnes Homèrics. Traducció en vers de Joan Maragall i text grec amb la traducció Literal de P. Bosch Gimpera. Publ. de l'Institut de la Llengua Catalana. Barcelona: L'Avenç-Massó, Casas & Cª, 1913, Barcelona: Sala Parés Llibreria. 1932.
2. Himnes homèrics. Versió poètica catalana Manuel Balasch (ed. bilingüe). Barcelona: Curial. 1974.

### Al francés
1. Les petits poèmes grecs, par Ernest Falconet. Paris: Société du Panthéon Littéraire. 1842.[9]
2. Odyssée, Hymnes, Epigrammes, Batrakhomyomakhie;[10] traduction nouvelle par Leconte de Lisle. Paris:  A. Lemerre.[11] 1868.[12]
3. Hymnes. Homère. Texte établi et traduit par Jean Humbert.[13] Paris: Société d'edition "Les Belles Lettres".[14] 1938. [1976. 6e tir. rev. et corr.]

### Al inglés
1. The Homeric Hymns. Translated into english prose, by John Edgar. Edinburgh: James Thin.[15] 1891.[16]
2. The successors of Homer. By W. C. Lawton. New York: The Macmillan Company. 1898.[17]
3. The Homeric Hymns. A new prose translation and essays, literary and mythological by Andrew Lang. New York: Longmans, Green and Co. London: George Allen.[18] 1899.[19]
4. Hesiod, the Homeric Hymns and Homerica. With an English translation by Hugh Gerard Evelyn-White. Cambridge: Harvard University Press. London: William Heinemann.[20] 1914. [1943. 7th imp. revised and enlarged.][21]
5. The Homeric hymns. Translation, introduction, and notes by Apostolos N. Athanassakis.[22] Baltimore: Johns Hopkins University Press. 1976. [Second edition: 2004][23]
6. The Homeric Hymns: A Translation, with Introduction and Notes, Diane Rayor. University of California Press. 2004.[24][2014]
7. Homeric Hymns. Sarah Ruden,[25] trans. Indianapolis: Hackett.[26] 2005.

### Al alemán
1. Homerische Götterhymnen. Übersetzung von Thassilo von Scheffer.[27] Jena: Diederichs. 1927.
2. Homerische Hymnen. Übertragung, Gerd von der Gönna und Erika Simon.[28] Einführung und Erläuterungen von Karl Arno Pfeiff.[29] Tübingen: Stauffenburg Verlag. 2002.